# ويتولد باران
ويتولد باران (بالبولندية: Witold Baran)‏ هو منافس ألعاب قوى بولندي، ولد في 29 يوليو 1939 في وارسو في بولندا.

## وصلات خارجية
- ويتولد باران على موقع الاتحاد الدولي لألعاب القوى (الإنجليزية)
- ويتولد باران على موقع رابطة إحصائيات سباق الطريق (الإنجليزية)
- ويتولد باران على موقع أوليمبيديا (الإنجليزية)
- ويتولد باران على موقع اللجنة الأولمبية البولندية (مؤرشف) (البولندية)